# Herpyllus frio
Herpyllus frio är en spindelart som beskrevs av Norman I. Platnick och Mohammad U. Shadab 1977. Herpyllus frio ingår i släktet Herpyllus och familjen plattbuksspindlar. Inga underarter finns listade i Catalogue of Life.